# Domart-en-Ponthieu
Domart-en-Ponthieu – miejscowość i gmina we Francji, w regionie Hauts-de-France, w departamencie Somma.
Według danych na rok 1990 gminę zamieszkiwało 1107 osób, a gęstość zaludnienia wynosiła 62 osoby/km² (wśród 2293 gmin Pikardii Domart-en-Ponthieu plasuje się na 259. miejscu pod względem liczby ludności, natomiast pod względem powierzchni na miejscu 117.).